# Amybeth McNulty
Amybeth McNulty est une actrice irlando-canadienne, née le 7 novembre 2001 à Donegal, en Irlande.
Elle est notamment connue pour son interprétation d'Anne Shirley dans la série télévisée canadienne Anne with an E (2017-2019), une adaptation du roman Anne… la maison aux pignons verts de Lucy Maud Montgomery. Elle incarne également le rôle de Vickie dans la quatrième saison de Stranger Things.

## Biographie
Elle naît et grandit à Letterkenny, dans le comté de Donegal en Irlande. Sa mère, née à Calgary, est canadienne. Son père est irlandais. Elle est irlando-canadienne. Elle n'est jamais allée à l'école ; elle est instruite à la maison, notamment en ligne.

### Carrière
Son expérience sur scène commence avec du ballet et des spectacles amateurs au théâtre An Grianán (en) ainsi que les comédies musicales de l'auteur et compositeur Paul Boyd. En 2015, elle parait dans la série Clean Break, dans le rôle de Jenny Rane, une enfant curieuse.  Elle est aussi apparue dans l'émission télévisée The Sparticle Mystery (en). L'année suivante, Amybeth commence ses débuts dans le domaine du cinéma dans le film à suspense dramatique Morgane, en interprétant Morgane, à l'âge de 10 ans. Le film reçoit des critiques mitigées. 
En 2016, elle est choisie pour interpréter le rôle d'Anne Shirley dans la série télévisée canadienne Anne with an E, issue de l'œuvre littéraire Anne… la maison aux pignons verts de Lucy Maud Montgomery. Elle joue aux côtés de Geraldine James et R.H. Thomson. Parmi 1889 actrices, elle est choisie pour sa capacité à disposer d'un dialogue qui est, selon la productrice déléguée de la série Miranda de Pencier, « incroyablement épais, dynamique et beau ». La créatrice de la série, Moira Walley-Beckett, l'a choisie car elle est à la fois « lumineuse, transparente, intelligente, émue » et « émotionnelle ». La série est filmée en Ontario et à Île-du-Prince-Édouard. Les téléspectateurs de CBC et de Netflix la découvrent respectivement le 19 mars 2017 et le 17 mai dans Your Will Shall Decide Your Destiny (« Tu devras choisir ta destinée »), le premier épisode de la série. L'interprétation de Amybeth dans la série est acclamée par les critiques.  Gwen Inhat, du A.V. Club, salue sa « possession absolue » ainsi que sa capacité à faire « chanter un langage fantaisiste », alors que Neil Genzlinger du New York Times décrit sa performance comme « merveilleusement exubérante et éminemment sympathique ». Son interprétation lui fait remporter, en 2019, le prix Écrans canadiens de la meilleure actrice dans une série dramatique et le prix ACTRA de la meilleure performance féminine. La série est arrêtée en 2019 au terme de sa troisième saison. 
Après l'annulation de Anne with an E, Amybeth joue le rôle principal dans le film Maternal, la première réalisation de l'actrice Megan Follows, l'interprète de Anne Shirley dans la trilogie Le Bonheur au bout du chemin (Anne of Green Gables). Elle parait aussi dans Black Medecine (2020), où elle joue le rôle d'une adolescente irlandaise alcoolique et toxicomane. Le 9 juin 2021, elle décroche le rôle de Vickie dans la quatrième saison de la série télévisée Stranger Things. Le personnage est décrit comme un nerd « sympatique » qui va « attirer l'attention d'un de nos héros bien-aimés ».

## Vie privée
Amybeth réside à l'extérieur de Letterkenny, en Irlande. En juin 2020, elle fait son coming out en tant que bisexuelle,.

## Filmographie

### Cinéma

#### Long métrage
- 2016 : Morgane (Morgan) de Luke Scott : Morgane, à 10 ans
- 2021 : Black Medicine (Black Medicine) de Colum Eastwood
- 2021 : All My Puny Sorrows (en) de Michael McGowan : Nora
- 2024 : Maternal (She Came Back) de Megan Follows : Charlie
- 2025 : Ballistic de Chad Faust : Diana

#### Court métrage
- 2014 : A Risky Undertaking de Anna Shine : Ariadne Pleasant

### Télévision

#### Séries télévisées
- 2014 : Agatha Raisin : Agatha, jeune (1 épisode)
- 2015 : The Sparticle Mystery (en) : Sputnik (2 épisodes)
- 2015 : Clean Break (en) : Jenny Rane (4 épisodes)
- 2017 - 2019 : Anne with an E : Anne Shirley (27 épisodes)
- 2022 - 2025 : Stranger Things : Vickie (saison 4 et 5)

## Distinctions
Récompenses
- Prix ACTRA 2019 : Meilleure performance féminine pour Anne with an E (2017-2019)[23].
- Prix Écrans canadiens 2019 : Meilleure actrice dans une série dramatique pour Anne with an E (2017-2019).

Nominations
- Prix Écrans canadiens 2018 : Meilleure actrice dans une série dramatique pour Anne with an E (2017-2019).